# Karl-Robert Ameln
Karl-Robert Ameln   (Estocolm, 4 de setembre de 1919 - Estocolm, 1 d'abril de 2016) va ser un regatista suec que va competir durant les dècades de 1940 i 1950.
El 1948 va prendre part en els Jocs Olímpics d'Estiu de Londres, on a bord de l'Ali-Baba II i en companyia de Tore Holm, Martin Hindorff, Torsten Lord i Gösta Salén, guanyà la medalla de bronze en la prova dels 6 metres. Quatre anys més tard, als Jocs de Hèlsinki, amb el May Be VII, s'hagué d'acontentar amb la quarta posició en la prova dels 6 metres.